# Dimya fimbricostata
Dimya fimbricostata is een tweekleppigensoort uit de familie van de Dimyidae. De wetenschappelijke naam van de soort is voor het eerst geldig gepubliceerd in 1979 door H. E. Vokes.